# Championnat d'Amérique du Sud féminin de volley-ball des moins de 18 ans 2014
Navigation
Édition précédente Édition suivante
Le 19e championnat d'Amérique du Sud féminin de volley-ball des moins de 18 ans s'est déroulé du 2 au 6 juillet 2014 à Tarapoto au Pérou. Il a mis aux prises six équipes (au lieu de huit lors des éditions précédentes et suivantes) et a vu la victoire du Brésil.

## Équipes présentes
- Argentine
- Brésil
- Chili
- Colombie
- Pérou
- Uruguay

## Classement final
| Place              | Équipe    |
| ------------------ | --------- |
| Médaille d'or      | Brésil    |
| Médaille d'argent  | Argentine |
| Médaille de bronze | Pérou     |
| 4                  | Colombie  |
| 5                  | Chili     |
| 6                  | Uruguay   |